# Чингиз-Шаухал
Чингиз Шаухал — шамхал Тарковское шамхальство в XV веке, представитель династии Чингизидов, политический деятель Северного Кавказа в период распада Золотая Орда.

## Происхождение и династия
Чингиз Шаухал принадлежал к династии Чингизидов, потомков великого монгольского завоевателя Чингисхан, что легитимизировало власть шамхалов на Кавказе. Его род был центром политической консолидации кумыких и соседних народов.

## Политическая деятельность
Время правления Чингиз Шаухала — это эпоха ослабления Золотой Орды и роста региональной самостоятельности. Чингиз Шаухал укрепил позиции Тарковского шамхальства как независимого кумыкского государства.
Он был прямым преемником шамхала Шаухала хана и предшественником Уллу-Ахая I.

## Религиозный аспект
Титул «шаухал» включал не только светскую, но и религиозную власть, тесно связанную с распространением суннитского ислама среди кумыкских племён. В период Чингиз Шаухала исламизация региона усилилась, что подкрепило его легитимность.

## Внешняя политика
Чингиз Шаухал активно участвовал в дипломатии и военных союзах с соседними кавказскими ханствами, балансируя между остатками Золотой Орды и местными феодалами.

## Наследие
Правление Чингиз Шаухала стало важной вехой в истории Северного Кавказа. Его усилия по укреплению шамхальства создали основу для дальнейшего развития кумыкской государственности и продолжения власти династии Чингизидов.